# Malung-Sälen
Malung-Sälen (em sueco: Malung-Sälen kommun) é uma comuna da Suécia localizada no condado de Dalecárlia. Sua capital é a cidade de Malung. Possui 4 085 quilômetros quadrados e segundo censo de 2018, havia 10 106 habitantes.